# Fresnes (Loir-et-Cher)
Fresnes [fʁɛn] ist eine französische Gemeinde mit 1.199 Einwohnern (Stand: 1. Januar 2022) im Département Loir-et-Cher in der Region Centre-Val de Loire; sie gehört zum Arrondissement Romorantin-Lanthenay und zum Kanton Montrichard Val de Cher.

## Lage
Die Gemeinde Fresnes liegt etwa 20 Kilometer südsüdöstlich von Blois am Oberlauf der Bièvre am Südwestrand der Seenlandschaft Sologne. Umgeben wird Fresnes von den Nachbargemeinden Cormeray im Norden, Cheverny im Nordosten sowie Le Controis-en-Sologne im Südosten, Süden und Westen.

## Bevölkerungsentwicklung
| Jahr                       | 1962 | 1968 | 1975 | 1982 | 1990 | 1999 | 2011 | 2021 |
| Einwohner                  | 493  | 505  | 562  | 668  | 683  | 808  | 1127 | 1186 |
| Quellen: Cassini und INSEE |      |      |      |      |      |      |      |      |

## Sehenswürdigkeiten

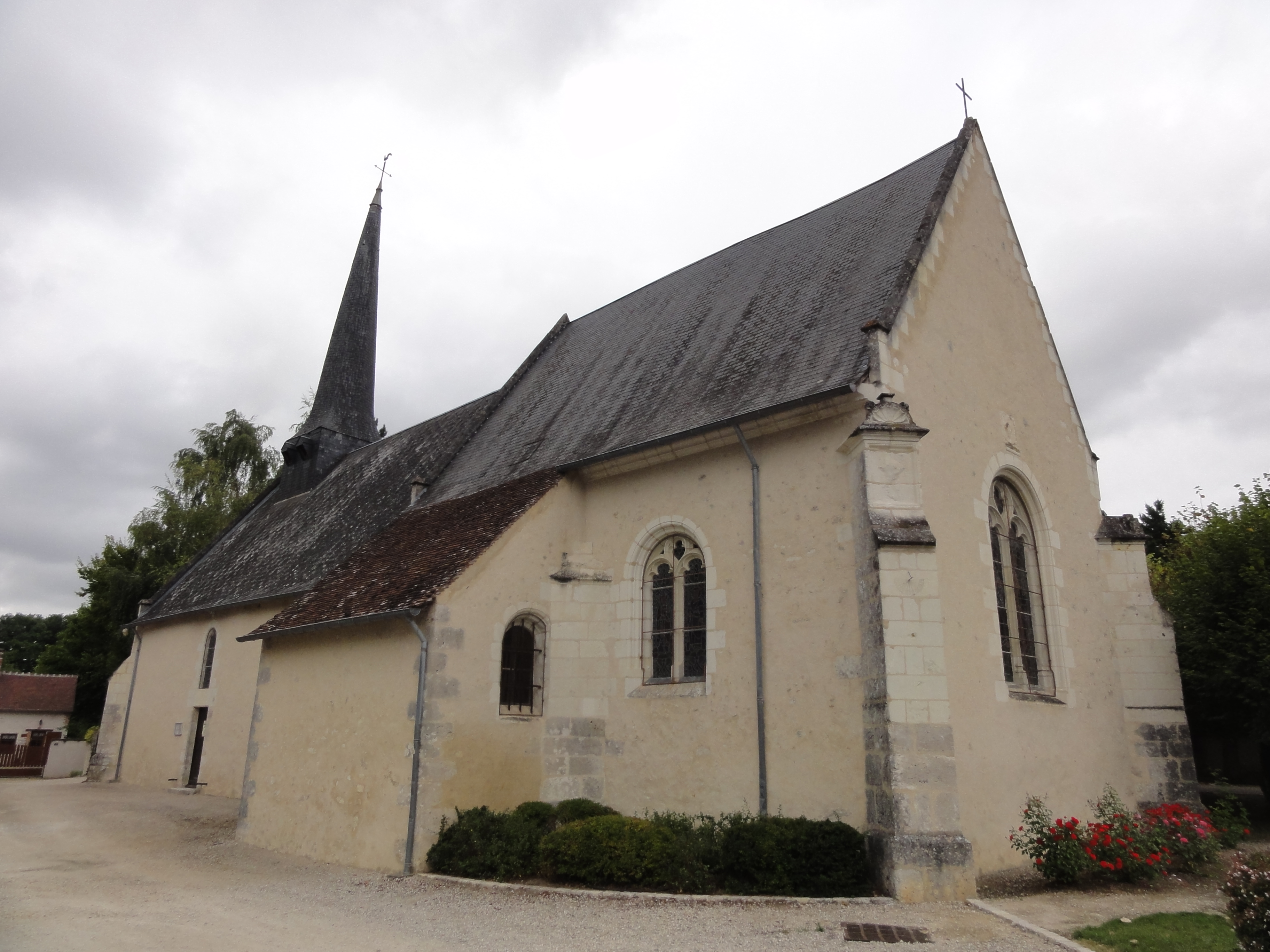
Kirche Saint-Hilaire

- Kirche Saint-Hilaire
- Schloss Roujoux